# Каноя

Каноя́ (яп. 鹿屋市, かのやし, МФА: [kanoja ɕi̥]?) — місто в Японії, в префектурі Каґошіма. Розташоване в південно-східній частині префектури, на узбережжі Каґошімської затоки Східно-Китайського моря.   Виникло на основі середньовічного торговельного містечка. Отримало статус міста 1941 року. Площа становить 448,33 км². Станом на 1 липня 2012 року населення складало 104 496  осіб, густота населення — 233 осіб/км².  Основою економіки є комерція та сільське господарство, зокрема вирощування солодкої картоплі.   У місті розташована база авіації Військово-морських Сил Самооборони Японії.

## Географія
Каноя лежить на півострові Осумі, на узбережжі Каґошімської затоки Східно-Китайського моря. На північному заході міста пролягає гірський масив Такакума, середня висота гір якого становить 450 м над рівнем моря. На сході Каноя лежить велика рівнина Каса з височиною в центрі, яку оминає з обох сторін річка Кімоцукі.

## Історія
Територія Каної стала заселятися від середньовіччя. З 1580 року тут проводилися постійні ярмарки. До 1887 року це торгове містечко було центром повіту Кімоцукі. З 1936 року на території Каної розквартирувалась база авіації Імперського флоту Японії, а в 1944–1945 роках, після надання статусу міста, — база підготовки камікадзе. Після Другої світової війни Каноя зберегла своє стратегічне значення і стала базою авіації Морських Сил Самооборони Японії.
Засноване 27 травня 1941 року шляхом злиття таких населених пунктів:
- містечка Хішікарі повіту Кімоцукі (肝属郡鹿屋町)
- села Ханаока (花岡村)
- села Оайра (大姶良村)